# Hugo Sachsse
Hugo Sachsse (* 8. April 1851 in Minden; † 14. März 1927 in Rostock) war ein deutscher Rechtswissenschaftler und Hochschullehrer.

## Leben
Hugo Sachsse besuchte das Joachimsthalsche Gymnasium in Berlin bis zum Abitur Ostern 1870 und studierte Evangelische Theologie und Rechtswissenschaften an den Universitäten Berlin und Jena. Er wurde Mitglied des Berliner Wingolf, später auch des Rostocker Wingolf. In Jena erlangte er das Lizentiat in Theologie. 1875 wurde er an der Universität Göttingen mit einer Dissertation zum Hohenlied zum Dr. phil. promoviert. Seine juristische Promotion folgte 1881 mit einer Dissertation zum katholischen Eherecht an der Universität Berlin.
1876 trat er als Referendar am Kammergericht in den preußischen Justizdienst. Von 1882 bis 1886 war er Assessor im preußischen Justizministerium. Zum 1. Januar 1886 erfolgte seine Ernennung zum Amtsrichter in Berlin.
Er habilitierte sich am 10. Dezember 1883 an der Universität Berlin für Kirchenrecht und Prozessrecht. Von 1883 bis 1886 war er hier Privatdozent. Zum 1. Oktober 1886 wurde er als ordentlicher Professor für Öffentliches Recht und Kirchenrecht an die Universität Rostock berufen, wo er bis zu seiner Emeritierung 1913 lehrte.
Seit 1900 war er Mitglied im Verein für mecklenburgische Geschichte und Altertumskunde.
Er war seit 1882 verheiratet mit Laura Johanna, geb. Freiin von Kittlitz (* 18. März 1851 in Mainz), der Tochter des Naturforschers Heinrich von Kittlitz.
Die Universitätsbibliothek Rostock erhielt aus seinem Nachlass sechs Inkunabeln und eine mittelalterliche theologische Handschrift.

## Ehrungen
- 1913 Titel Geheimer Justizrat

## Werke
- De oeconomia cantici canticorum. Diss. phil. 1875. (Digitalisat, Bayerische Staatsbibliothek)
- Die Lehre vom defectus sacramenti, ihre historische Entwicklung und dogmatische Begründung. Diss. iur. 1881.

Teildruck: Über Ursprung und Entwicklung der Lehre vom Defectus Sacramenti. (Digitalisat)
- Ein Ketzergericht. Vortrag am 12. Januar 1891 in der Aula der Universität zu Rostock gehalten. 1891.
- Bernardus Guidonis Inquisitor und die Apostelbrüder. Ein Beitrag zur Entstehungsgeschichte der Practica. 1891.
- Ueber die Reformbedürftigkeit der Professorengehälter an der Universität Rostock. 1895.
- als Hrsg.: Mecklenburgische Urkunden und Daten. Quellen vornehmlich für Staatsgeschichte und Staatsrecht. Rostock 1900. (Digitalisat, Universitätsbibliothek Göttingen)
- Die landständische Verfassung Mecklenburgs. Vier Vorträge nebst den Regierungsvorlagen von 1872 und 1874. Boldt, Rostock 1907.
- Austritt aus der Landeskirche durch Anschluss an Sekten nach Mecklenburg-Schwerinschem Kirchenrecht. Mohr, Tübingen 1912.
- Das geistliche Ministerium in Rostock und sein Superintendent. Erachten. In: Deutsche Zeitschrift für Kirchenrecht. 24, 1914, S. 72–93. (auch als Sonderdruck Tübingen 1914)